# Mesoraca
Mesoraca (IPA: /mezoˈraka/; Misuraca in dialetto mesorachese; Mesoràchion in greco bizantino) è un comune italiano di 5 704 abitanti della provincia di Crotone in Calabria.

## Geografia fisica

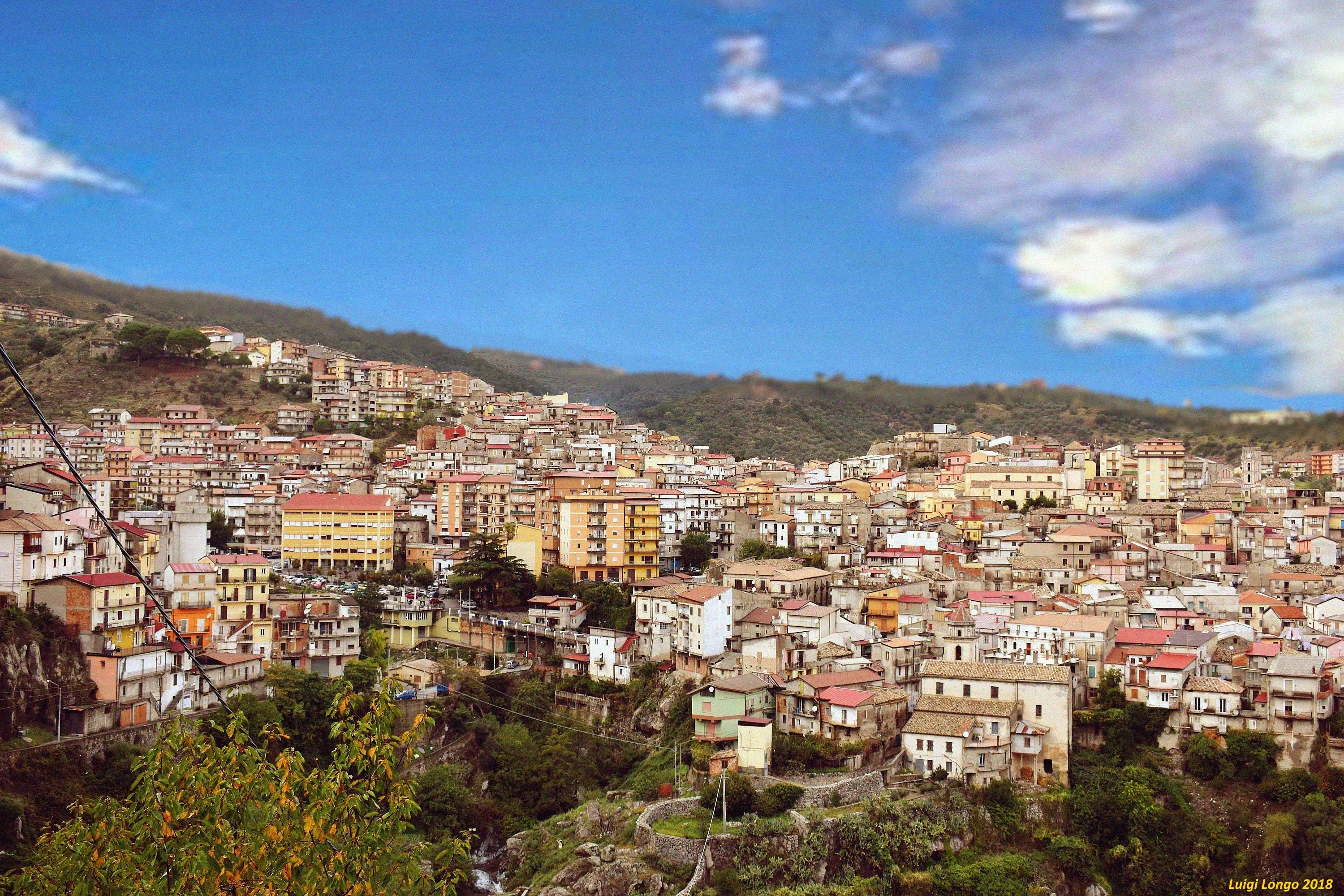
Mesoraca, vista dal Rione Santa Lucia.

Mesoraca è situata nella parte occidentale della provincia di Crotone, e si sviluppa da nord-ovest verso sud-est con una lunghezza di quasi 32 km, mentre in larghezza è all'incirca 3 km, raggiungendo una superficie totale di circa 94 km². Situata ai piedi del Monte Giove (Sila Piccola), sulle falde orientali del monte Femminamorta. La cittadina arriva a circa 415 m s.l.m. ed è attraversata da due corsi d'acqua, il Vergari e il Reazio, entrambi affluenti del fiume Tacina.
Morfologicamente è formato da due parti: la prima parte che viene chiamata "marina", è situata nella parte bassa del territorio ed è formata da un terreno pianeggiante e collinare che arriva ad una quota massima di 200 metri sul livello del mare. La seconda parte è formata da elevazioni molto sensibili e va dai 400 metri sul livello del mare fino ad arrivare al monte Gariglione a quasi 1765 metri s.l.m..
Mesoraca comprende anche una frazione: Filippa, dove risiedono circa 1500 persone. In questa frazione vi sono il santuario del Santissimo Ecce Homo e la chiesa di San Michele Arcangelo. Nel suo territorio è presente anche un villaggio tipicamente montano alto sui 1468 metri s.l.m. chiamato Fratta di notevole estensione, dove i mesorachesi hanno costruito delle residenze. È adiacente al Parco nazionale della Sila in un luogo di grande interesse naturalistico.

## Origini del nome
Mesoraca, sotto la dominazione greca, ovvero nel V secolo a.C., fu chiamata Mesorachìon e cambiò al latino Mesoreacium. Mesoreacium significava per i latini e i greci bizantini terra tra due fiumi, appunto perché era tra il Vergari ed il Reazio, mentre per i Greci antichi significava luogo delizioso. Nel corso della sua storia ha cambiato varie volte il proprio nome; da Reatium in Messurga, Maioraca ed infine Mesoraca. Secondo alcuni storici il nome Messurga deriva da Messurgus che significa allegro con il significato probabilmente di cantore, mentre per altri deriva da Messorius che significa mietitore o dall'arcaico: Dio delle messi, perché gli abitanti, grazie alla fertilità della terra e abbondanza dei prodotti, vivevano cantando e mietendo, cioè in letizia.

## Storia
La sua fondazione si fa risalire agli Enotri, 1600 anni prima di Cristo, che dal fiume la chiamarono Reatium; altri studiosi propendono a far derivare il suo toponimo da Rea, moglie di Saturno e madre di Giove e di questo ancora si ricorda l'omonimo monte. Fu abitata dai Greci e dai Romani. A conferma di ciò, lo storico locale Andrea Fico vissuto nel settecento, asserisce nel suo libro "Notizie storiche della patria di S. Zosimo Pontefice romano 1760" di aver trovato i resti allora numerosi di due templi: uno dedicato a Giove nei pressi dell'omonimo monte e uno dedicato a Venere Amatunte, sulla collina di "Matuntiu".
Partecipò, al fianco di Crotone, alla guerra contro Locri, divenendo membro della Repubblica di Crotone. La popolazione non solo aiutò la città di Crotone, ma anche la città di Catanzaro durante l'assediata dai francesi. Per questi due avvenimenti i cittadini del Reatium si meritarono due anagrammi: Piena Doctrinis e Sarà Meco, che in sostanza era una dichiarazione, fatta ai mesorachesi, per la grande lealtà e l'estrema fiducia. Secondo gli storici : Gabriele Barrio, Giovanni Fiore da Cropani, e successivamente Andrea Fico, il paese ha dato i natali a San Zosimo, papa dal 417 al 418. Nel periodo bassomedioevale la vita religiosa e socio-culturale di Mesoraca è fortemente legata alla gloriosa abbazia di Sant'Angelo de Frigillo. L'abbazia, veniva tutelata dall'imperatore Federico II e dai Papi che subentrarono nei secoli fino alla sua decaduta.
Dal 1292 fu territorio dei Ruffo di Calabria, mentre dal 1523 entrò a far parte del Marchesato di Crotone come possesso dei Caracciolo. Alla famiglia Caracciolo è legato uno degli episodi più noti e cruenti della storia mesorachese: nel 1527 a causa del malcostume del signore e nella messa in pratica del diritto Ius primae noctis, una congiura alimentò una rivolta contadina che causò lo sterminio di parte dei componenti della famiglia ad eccezione delle figlie Isabella e Porzia, che riuscirono a scappare a Catanzaro; la rivolta fu repressa e vendicata dal principe Ferrante Spinelli, il quale sposò la marchesina Isabella Caracciolo per ripristinare il feudo, conservato dalla famiglia Spinelli fino al 1584, data in cui si instaura il dominio degli Altemps, perpetuatosi, tra alterne vicende, fino al 1806. Da Isabella Caracciolo e Ferrante Spinelli nasce Troiano che subentrò al padre. È famoso a Mesoraca per aver fondato sul finire del sec. XVI un villaggio nelle campagne della cittadina, Vico Troiano, che successivamente venne saccheggiato e raso al suolo dai turchi. In questo villaggio aveva dimora una ragazza, figlia della nobile famiglia Rossi di Mesoraca, che si chiamava Sara e che durante le incursioni turche, fu deportata in schiavitù insieme ad altre compaesane. Il triste avvenimento si trasformò in felicità nel momento in cui il sultano si innamorò della giovane donna, descritta "bruna, dalle greche forme, di una disumana bellezza". La ragazza, in cambio della sua mano, chiese di mantenere il proprio credo religioso. Le venne così concessa per amore la libertà di culto, diventando sultana di Costantinopoli. Sara Rossi inviò ingenti somme di denaro nella sua terra natìa attraverso un suo cappellano, con la raccomandazione di ingrandire e ristrutturare il convento dei domenicani. Tali somme non arriveranno mai a Mesoraca, ma furono usate a Napoli per altri lavori.
Il periodo di massimo splendore della vita culturale di Mesoraca, si pone senz'altro a cavallo tra il XVIII ed il XIX secolo, nel corso del quale nascono Don Matteo Lamanna (1710), fondatore della chiesa del Ritiro, monsignor Andrea Fico, storico locale, ed il filosofo Vincenzo de Grazia (1785). In questo periodo culturalmente florido vennero fondate tre accademie: risvegliati, addormentati ed ecclesiastici. Nel 1815 il Ritiro venne elevata a Collegio Reale di scuola secondaria, in questo prestigioso istituto confluirono e si formarono studenti da tutta la Calabria, alcuni di essi diventarono molto influenti tra cui Raimondo La Rosa nato a Mesoraca nel 1800, si formò alla scuola del Ritiro ed insegnò nello stesso istituto. Durante i moti del Risorgimento, diviene gran maestro della Carboneria, muore in carcere a Napoli nel 1845.
Il terremoto dell'8 marzo 1832 devastò il territorio del Marchesato, provocando rovine e lutti in tutti i paesi. Questo portò alla ristrutturazione del centro storico di Mesoraca, con la creazione di nuovi rioni a ridosso delle mura di cinta e di una frazione staccata dal paese: Filippa.

### Simboli
Lo stemma di Mesoraca è stato riconosciuto ufficialmente con decreto del Capo del Governo del 4 febbraio 1935 ed è costituito da uno scudo sul quale sono raffigurate tre torri, dalla cima delle quali scintilla una fiamma di fuoco. Le torri sono circondate da montagne. Le torri rappresentano la triplicata fortezza del Castello Reazio, le rupi la costanza con la quale si segnalarono quelle popolazioni, il fuoco il fervore col quale solevano i medesimi anticamente combattere.
Il gonfalone municipale è un drappo di azzurro.

## Monumenti e luoghi d'interesse

### Architetture religiose

#### Chiesa dell'Annunziata

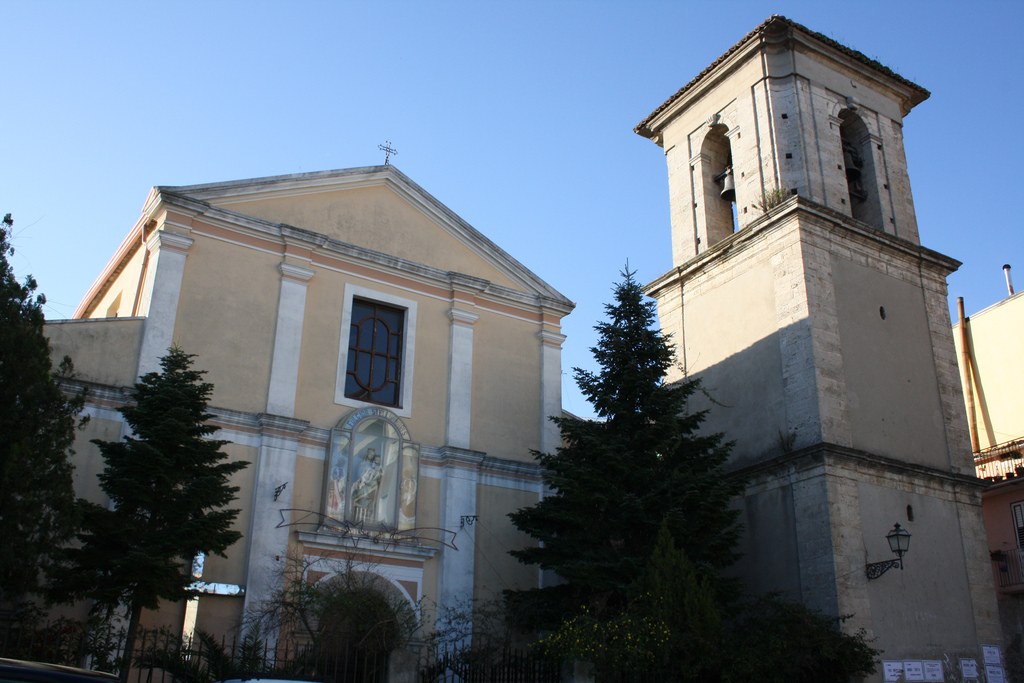
Chiesa dell' Annunziata.

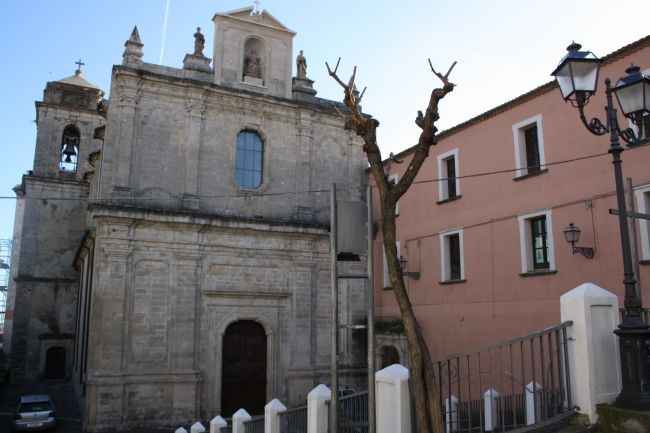
Chiesa monumentale del Ritiro.

La chiesa matrice dell'Annunziata sorge nella parte alta del centro storico, nel rione omonimo vicino all'antico Castello. La chiesa, nella forma attuale, risale molto probabilmente agli inizi del XVIII secolo, quando vennero aggiunte le due navate laterali. La chiesa venne gravemente danneggiata dal terremoto dell'8 marzo 1832. La facciata in stile romanico, è abbellita da tre portali in pietra arenaria a tutto sesto e due rosoni. Il portale centrale è sormontato da una nicchia nella quale è posta una Madonna con Bambino attribuita ad Antonello Gagini, nella parte bassa della statua e precisamente sulla base è scolpito un basso rilievo con la scena dell'annunciazione. Sul lato destro è affiancato il campanile, poderosa struttura a pianta quadrata, originariamente a cuspide, la parte alta crollò durante un terremoto. Fu ricostruita più bassa, intozzendo tutta la struttura. All'interno sono conservati due monumentali altari in legno, una grande cornice e un crocifisso, tutte opere di intaglio di rilievo provengono dalla chiesa dei cappuccini e risalgono al secolo XVII, il crocifisso è attribuito a Fra' Diego da Careri. Sono presenti anche alcuni affreschi sulla volta e sulle pareti dell'abside, un dipinto di Cristoforo Santanna e una tela che rappresenta papa Zosimo del secolo XVIII.

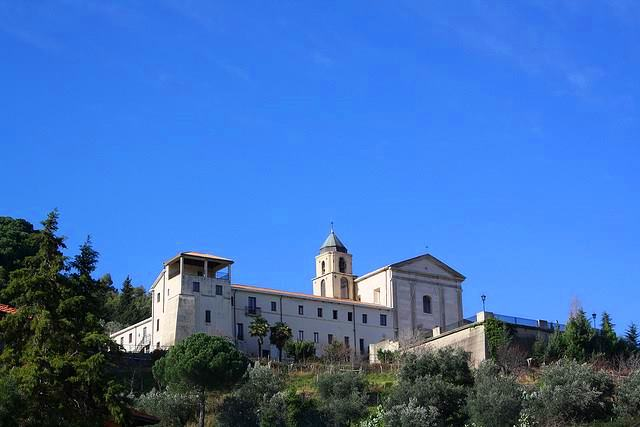
Santuario del Santissimo Ecce Homo.

#### Santuario del Santissimo Ecce Homo
Nella parte sud-ovest del territorio, alle pendici del monte Giove, sorge il santuario del Santissimo Ecce Homo: monastero francescano posto su un poggio verdeggiante e circondato da un bosco murato, dono degli Altemps al tempo del loro dominio. La data precisa di costruzione avvenne nel decennio compreso tra il 1419 e il 1429 sulle rovine di un'antichissima chiesa basiliana del IV secolo, per mano di Tommaso Bellacci, noto come Beato Tommaso da Firenze, con l'autorizzazione di papa Martino V di cui si conserva ancora oggi la bolla originale nel monastero. Secondo la tradizione, durante il periodo basiliano, pare vi abbia soggiornato papa Zosimo, eletto pontefice il 18 marzo 417. Il nome del monastero è dovuto alla presenza della Sacra Effigie del Santissimo Ecce Homo, statua in legno scolpita da frate Umile da Petralia nel 1630. L'interno della chiesa è ricco di opere d'arte tra cui spicca la Madonna delle Grazie, in marmo bianco di Carrara, datata 1504 e firmata Antonello Gagini. Numerose sono le opere pittoriche, tra le più importanti: le cinque pale di altare su tela di Cristoforo Santanna nella navata, secolo XVIII, le sei tele di Francesco Giordano che decorano la cappella dell'Ecce Homo (secolo XVIII), le sette tele del coro del Capocchiano (XVIII secolo), i sei affreschi della volta di Domenico Leto secolo XVIII, i paliotti degli altari finemente decorati da scagliola e marmo intarsiato da Domenico Costa (1739), le due tele di Giovanni De Simone da Mesoraca (secolo XVII), i numerosi dipinti della sagrestia e del refettorio. L'imponente coro il pulpito i 4 confessionali e gli arredi della sagrestia vennero realizzati da alcuni maestri intagliatori dell'ordine nel secolo XVIII. Nel XVI secolo soggiornò come novizio Sant'Umile da Bisignano: la sua cella, da dove operò diversi miracoli, è conservata e ora adibita a cappella. Nel 2010 nel boschetto del santuario è stata collocata una statua in bronzo che raffigura San Francesco d'Assisi, la statua alta circa 2 metri e mezzo realizzata dallo scultore Carlo Cistaro.

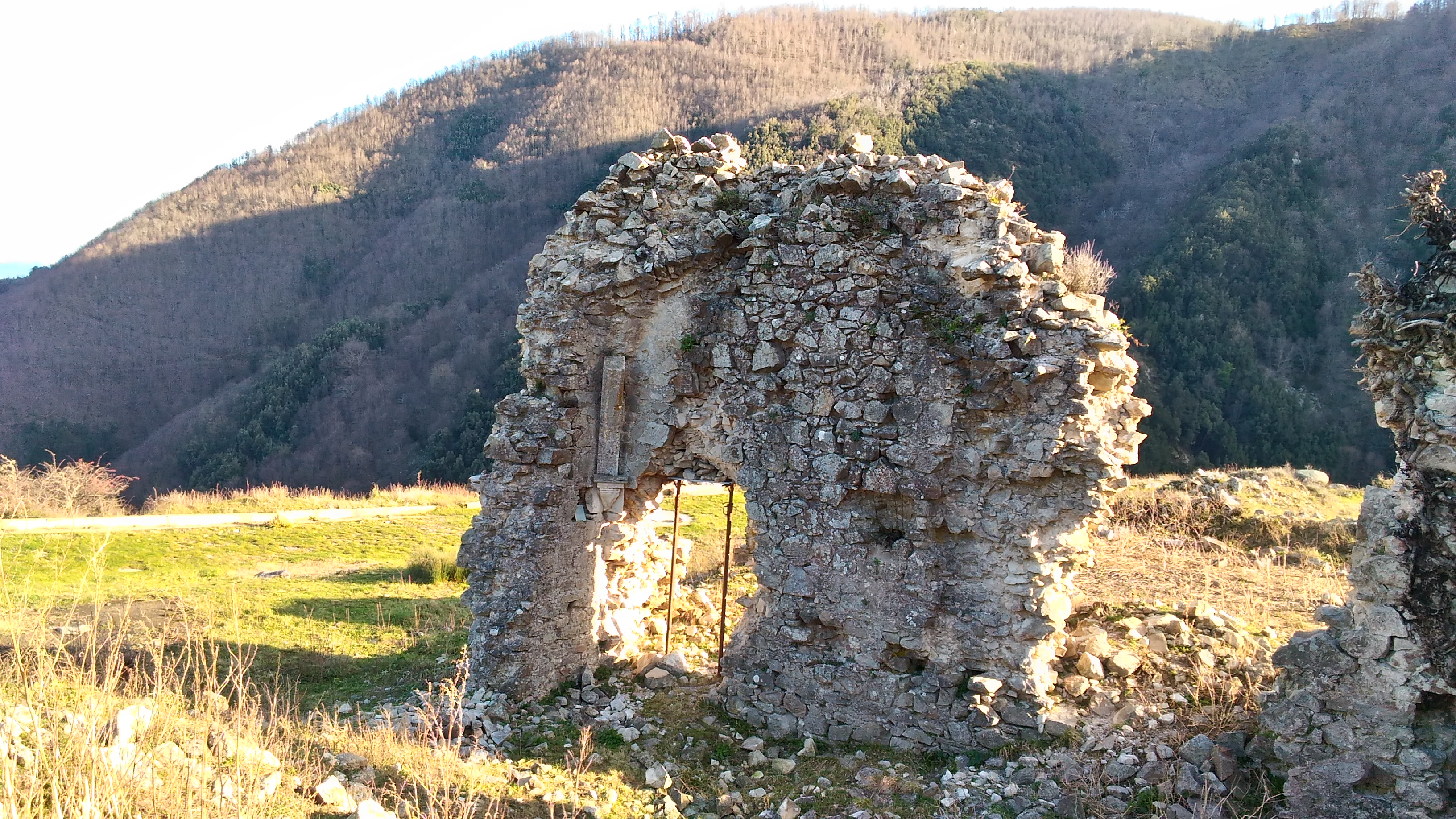
Resti dell'abbazia situata in località Sant'Angelo.

#### Abbazia di Sant'Angelo in Frigillo, ruderi
Il monastero di Sant'Angelo in Frigillo o in Frigido (in luogo freddo) sorgeva nella località omonima, non lontano dal centro abitato, a 700 metri sul livello del mare. Il primo documento che attesta l'esistenza del monastero risale al 1188 anche se uno storico accreditato (G. Fiore) fa risalire al 500 la nascita del monastero. Fu l'abate dell'abbazia di Santa Maria della Sambucina Luca Campano, poi vescovo di Cosenza, a volere il monastero cistercense come centro abbaziale autonomo al quale venivano aggregate, in qualità di obbedienza, li chiese di Santo Stefano del Vergari, Santa Maria Archelao e San Nicola de Pineto. Nello stesso periodo il monastero veniva dotato di un centro scrittorio e un porticciolo in località Le Castella. Tra il 1200 e il 1300 è stato un periodo dove c'era la disputa se la funzione religiosa doveva essere in lingua greca o in lingua latina, è in questo periodo che Federico II accoglieva sotto la sua protezione il monastero legittimandone tutti i lasciti che i nobili facevano. In tale periodo si accrebbe il patrimonio di Sant'Angelo, considerato il più famoso e prestigioso monastero calabrese dell'epoca. Infatti il monastero oltre a godere del grande prestigio imperiale, era anche tutelato dal Vaticano, papa Onorio III nominò personalmente l'abate di Sant'Angelo a cui diede grandi poteri. Nel 1498 Sant'Angelo risulta, grancia dell'abbazia di Santa Maria della Matina e tale rimane probabilmente fino alla perdita di tutti i suoi possedimenti e alla rovina degli edifici monastici. Di tutta la struttura rimangono i muri che delimitano la pianta della chiesa, è alcuni elementi decorativi in pietra, tipici dell'architettura monastica cistercense, altre parti in pietra sono conservate nella chiesa di San Michele a Filippa di Mesoraca, una antichissima campana nel campanile del Ritiro, inoltre sono numerosi i libri miniati trascritti dai monaci di Sant'Angelo, conservati nella biblioteca vaticana.

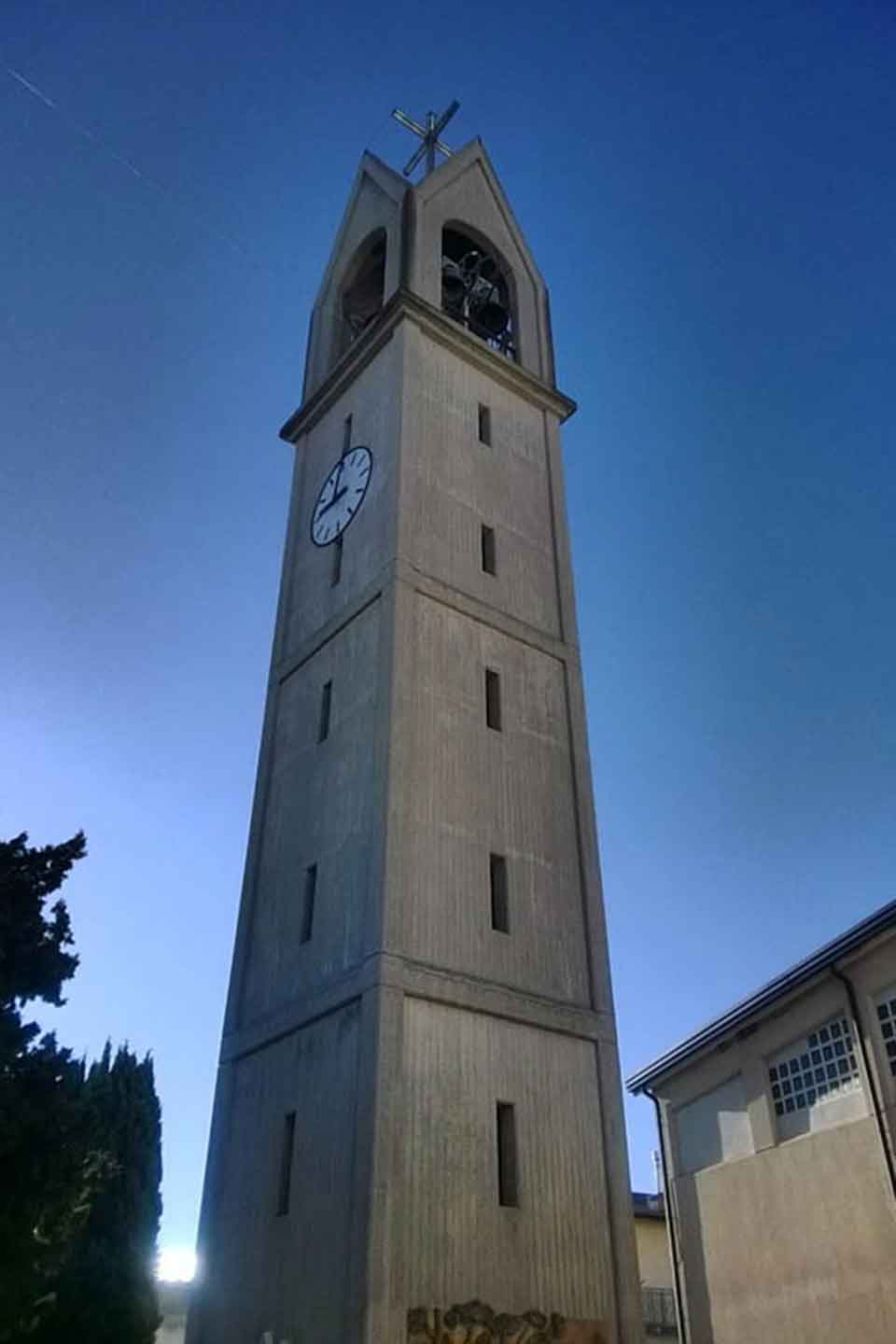
Campanile della chiesa di San Michele Arcangelo.

#### Chiesa di San Michele Arcangelo
La parrocchia di San Michele Arcangelo è ubicata nella frazione Filippa, fu edificata per sostituire la vecchia chiesetta ottocentesca, ormai diventata angusta data la crescita della popolazione.realizzata in stile moderno, ha subìto nel tempo una serie continua di interventi, portati avanti da Padre Reginaldo Tonin, originario di Chiampo, con il decisivo contributo della popolazione di Filippa. Inaugurata nel 1958, la chiesa (dedicata all'Arcangelo Michele, raffigurato in una statua a destra dell'altare maggiore) è dotata di cinque altari in marmo. Alle pareti sono raffigurate le 13 tappe della Via Crucis, in quadretti lignei di pregevole fattura. Dietro l'altare maggiore fa bella mostra un mosaico luminoso raffigurante Gesù in croce consolato dalla Madonna e da San Giovanni. La chiesa è adornata anche da 7 statue, scolpite a mano su legno pregiato provengono da maestranze di Ortisei. Negli anni novanta fu realizzato il nuovo campanile sul piazzale, è decorato alla base da un bassorilievo in bronzo che rappresenta San Francesco e il lupo di Gubbio, la cella campanaria è munita di un imponente concerto di campane, una delle quali è dedicata all'emigrante, in cima una croce luminosa di 4 metri e l'orologio che scandisce le ore.

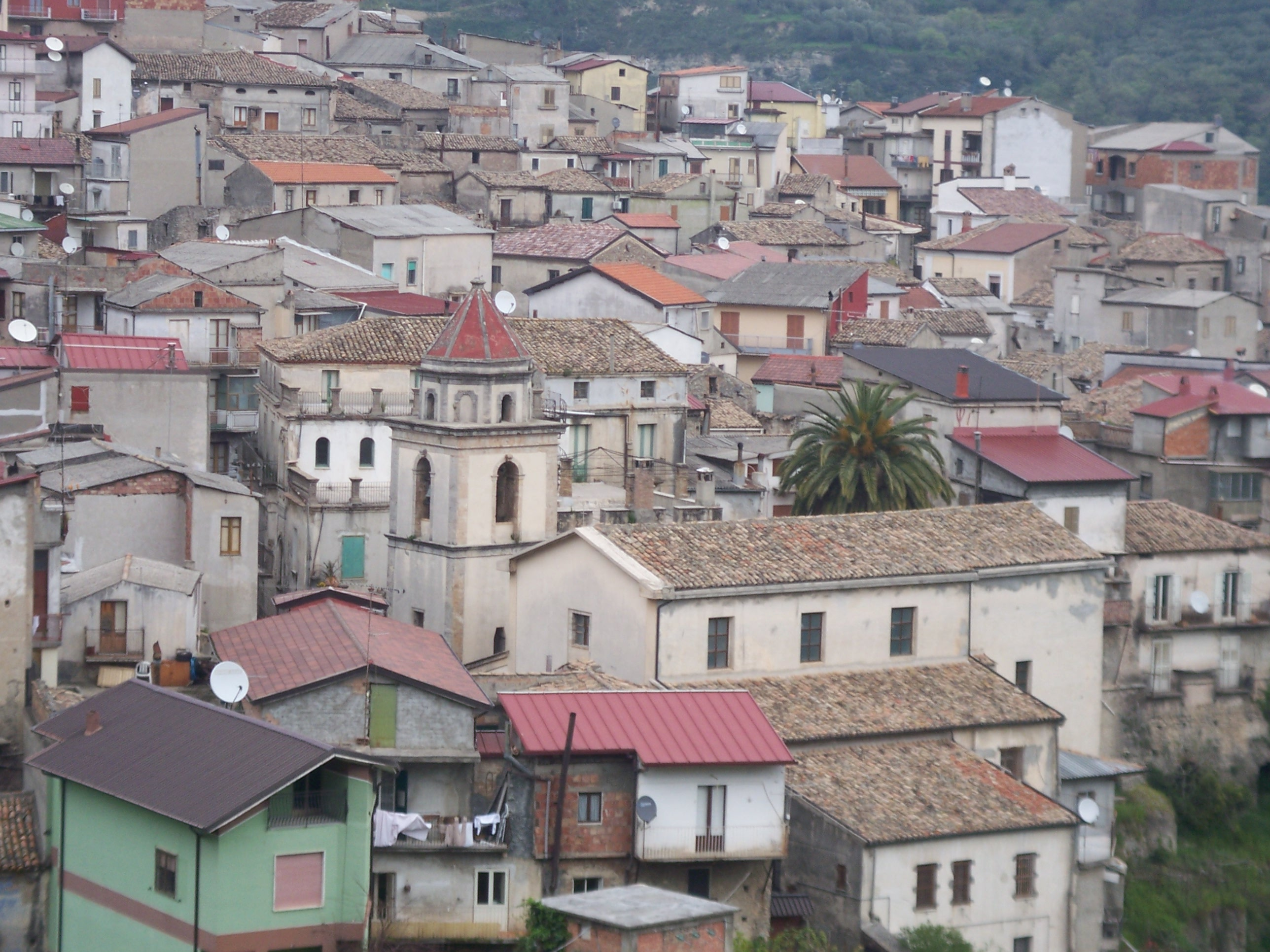
Chiesa della Candelora.

#### Chiesa di Santa Maria della Candelora (o della Purificazione)

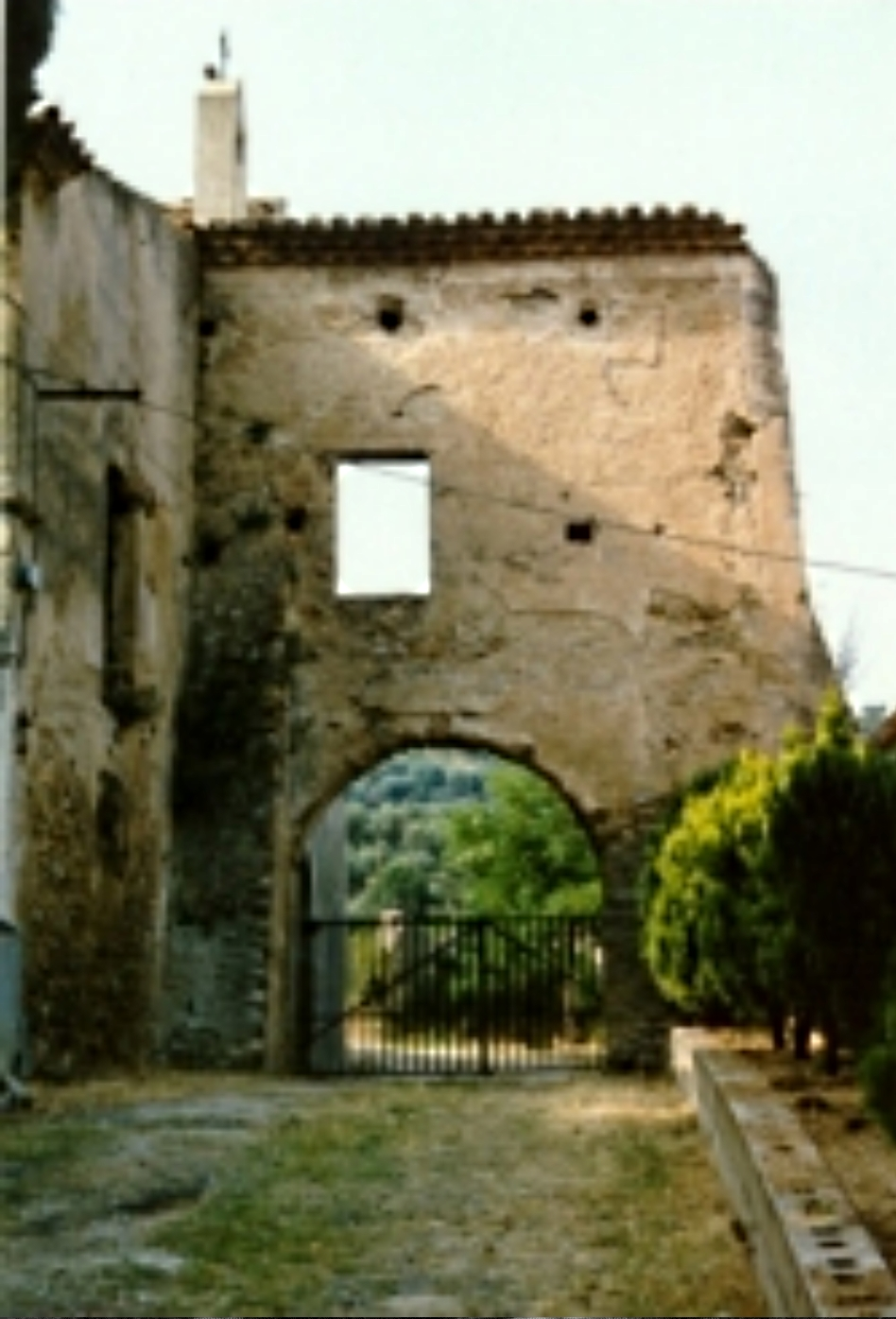
Resti del Convento dei Cappuccini.

La chiesa parrocchiale della Candelora (Purificazione), intitolata ai Santi Nicola e Giovanni Battista, si apre su una piccola piazzetta nei pressi del fiume Vergari, tra i palazzi Cappa e Marescalco. Venne edificata nel XVII secolo, l'interno è a tre navate, con eleganti e ampie arcate a tutto sesto, in pietra locale, sugli altari sono presenti alcune pregevoli statue tra cui la statua del patrono San Nicola e alcuni dipinti su tela di notevole fattura, rispettivamente: San Giovanni Battista e San Francesco di Paola del secolo XVII, inoltre è conservata l'opera pittorica più antica di Mesoraca, la presentazione di Gesù al tempio del secolo XVI di autore ignoto e sulla volta a botte alcuni affreschi del secolo XIX. L'esterno è abbellito da tre portali in pietra ognuno di diversa forma, e di un magnifico campanile a cuspide. Fino alla fine del Settecento si trovava sotto il titolo di Santa Maria della Purificazione ed era una cappella dell'adiacente chiesa matrice di San Niccolò. Dopo il sisma del 1783, i sacerdoti abbandonarono la già diruta chiesa matrice di San Niccolò e così la Purificazione, incorporando anche la parrocchia di San Giovanni Battista venne intitolata ai due santi.

#### Convento dei Cappuccini
Dove oggi è ubicato il cimitero comunale (sulla destra del fiume Reazio, in un piccolo colle lungo la ss 109) sorgeva un tempo il convento dei cappuccini, che si dedicavano all'assistenza degli infermi e dei malati. Il Convento venne costruito nella seconda metà del Cinquecento ad opera del Duca di Mesoraca. Dopo alterne vicende il convento venne soppresso definitivamente nel 1863 e consegnato al Comune di Mesoraca. Di tutta la struttura rimane la chiesa rinascimentale perfettamente conservata e buona parte dei pregevoli arredi: due altari in legno, un crocifisso, una grande cornice del XVII secolo trasferiti nella chiesa dell'Annunziata. La grande tela della Madonna degli angeli di Giovanni Angelo d'Amato, fu trafugata negli anni sessanta. Dell'adiacente convento restano: sul fianco destro un vano inferiore con entrata murata dal lato della chiesa, sicuramente si trattava della sacrestia, e uno superiore recentemente ristrutturato e adibito ad ossario comunale. Idem sul lato sinistro dove si notano ampie porzioni dei muri perimetrali e del refettorio, una parete del chiostro con il caratteristico porticato ad archi e il pozzo centrale del chiostro, interrato con i residui dei crolli già dagli anni quaranta. La tradizione vuole che in questa chiesa fu seppellita Isabella Caracciolo, moglie di Ferrante Spinelli, duchessa di Mesoraca.

#### Chiesa della Santissima Immacolata

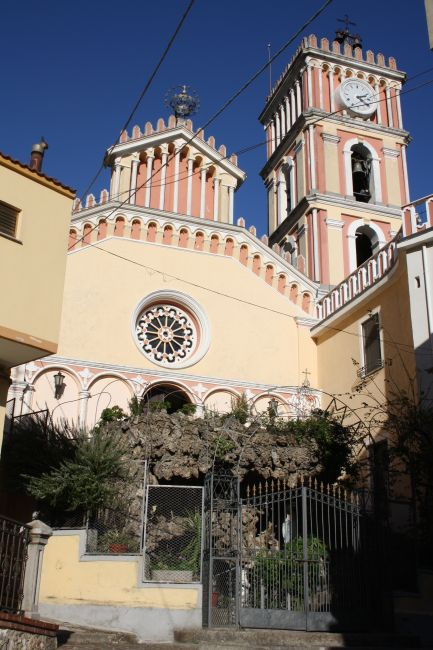
Chiesa dell'Immacolata.

Le origini della chiesa risalgono alla prima metà del 1700. Infatti il 28 dicembre 1735 un gruppo di 8 confratelli sotto il titolo dell'Immacolata Concezione, richiesero e ottennero l'autorizzazione a costruire la chiesa e a dotarla di tutto il necessario. I lavori di costruzione terminarono intorno al 1742. Alcuni studiosi di inizio Novecento teorizzarono la sua fondazione nel periodo romanico, quindi ancor prima dell'adiacente chiesa dell'Annunziata, in riferimento al fatto che il quartiere dove si trova, insieme al castello risulterebbe la zona più antica del paese. La Confraternita fu confermata ufficialmente il 14 giugno 1781 con Real Decreto di Ferdinando IV di Borbone. Come primo Priore venne eletto Marco De Grazia. Da allora la chiesa è gestita dall'omonima Confraternita con un priore laico che ne cura l'amministrazione insieme al Consiglio direttivo. La Confraternita è legata ad uno degli eventi religiosi più importanti per tutta la comunità mesorachese e non solo: la tradizionale processione del Venerdì Santo. La Congrega ne cura l'organizzazione da oltre un secolo. La chiesa si trova nella parte alta del centro storico, su uno sperone roccioso in una posizione elevata rispetto alla strada pubblica, per cui si accede salendo due alte rampe di scale ad ellisse, la chiesetta è di piccole dimensioni a pianta centrale, con un unico altare dove si può ammirare la statua settecentesca della Madonna Immacolata, nella nicchia sotto l'altare è custodita la statua del Cristo morto per la processione del Venerdì Santo, ai due lati due affreschi ottocenteschi, il soffitto originariamente a botte, è stato coperto da un secondo più basso e dritto, la facciata e il campanile a tre campane, con l'orologio, sono stati rifatti in stile romanico pisano negli anni 70 in riferimento agli studi storici eseguiti sulla struttura. Al centro delle scalinate è stata ricavata una grotta, con altare, che riproduce idealmente quella di Lourdes con le statue della Madonna e di Bernardette in marmo.

### Altre chiese
- Chiesa Longobucco o Santa Maria della piazza.

La chiesa, sorge nella piazza principale del paese, fu costruita dalla famiglia omonima, come cappella privata, di fianco il loro imponente palazzo nobiliare, l'interno è a pianta centrale, presenta un unico altare e alcune tombe, baronali, la facciata è abbellita da un portale in pietra tufacea settecentesco, due ampie finestre, e un piccolo campanile a colonnine.
- Monastero medioevale di Santo Stefano del Vergari (XIII-XIV)

Santo Stefano del Vergari fu un antico monastero greco che sorgeva in prossimità dell'attraversamento del fiume Vergari, dove passavano importanti vie che collegavano l'abitato di Mesoraca ed altri con alcuni passi sul Tacina, lungo il secolare percorso che facevano le mandrie nel loro percorso stagionale tra i pascoli silani e quelli delle marine del Marchesato. Il monastero diventò cistercense dopo travagliati passaggi dai monaci greci a quelli latini intorno al 1205. Nella seconda metà del XIV dovuta la decadenza di Sant'Angelo de Frigillo e dell'ordine stesso (che ne aveva il controllo) il monastero fu affidato ad un curatore.s Successivamente non si ebbero più notizie di una vita attiva da parte del monastero che continuò a seguire le vicende dell'abbazia di Sant'Angelo. Durante il Regno Aragonese quest'ultima fu data dal papa in commenda e per tale motivo, ben presto fu abbandonata dai monaci. Ancora oggi sopra una collina nei pressi del fiume Vergari, in località “Erbebianche”, nelle vicinanze di una sorgente, si rinvengono diversi frammenti ceramici ed altro materiale fittile sparso sul terreno che individuano il sito del monastero.

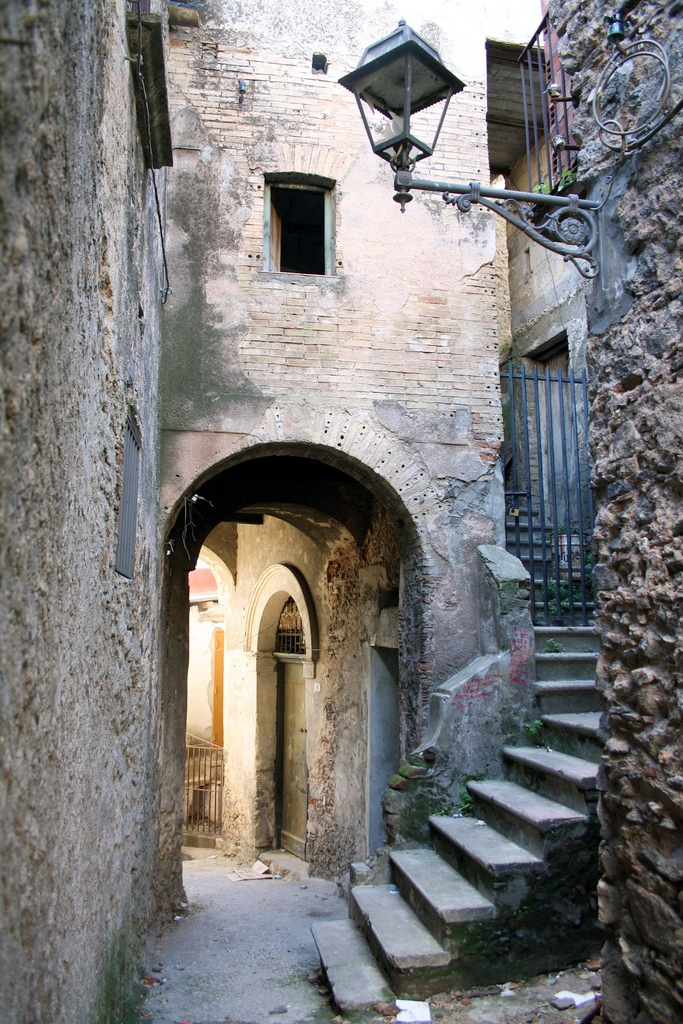
Centro storico di Mesoraca.

### Architetture civili
Il centro storico di Mesoraca è ricco di palazzi storici, costruiti soprattutto nei secoli XVII e XVIII come dimore private delle numerose famiglie nobili che vi abitarono, Tra i più importanti: palazzo Stranges, Longobucco, Pollizzi, De Grazia, Spinelli, La Rosa, Rossi, Grisolia, Tesoriere, Amantea, Marescalco, Sciumbat, De Simone, Mauro, Macrì, Corea.

### Architetture militari
È storicamente documentato che Mesoraca ebbe tre castelli e diverse torri, alcuni di essi anche se pesantemente manomessi nei secoli, ancora riconoscibili:
- Il cosiddetto castello dell'Annunziata, attaccato all'omonima chiesa, risulta intatto uno dei due bastioni e la porta d'accesso, il resto non è più visibile a causa delle manomissioni che ne ha inglobato letteralmente la struttura nelle abitazioni moderne, era munito di rivellino alla moderna. questo castello fu costruito o ristrutturato, dal duca Ferrante Spinelli e Isabella Caracciolo, per renderlo più sicuro, dopo la congiura ai danni della famiglia Caracciolo.
- Il castello della Candelora, di fianco all'omonima chiesa vi è il castello ora trasformato in casa palazziata, fu abitato dai Caracciolo dove vennero trucidati, ma probabilmente costruito dal casato precedente, ossia dai Ruffo di Calabria. E ben conservata la struttura difensiva di forma circolare, il cosiddetto barbacane e il Basamento (architettura) col caratteristico marcapiano.
- Il castello fattoria di Sant'Antonio, nato come grangia fu costruito o ristrutturata da Troiano Spinelli sul finire del secolo XVI, anche se come rudere, ancora molto riconoscibile nelle strutture, nei pressi del castello Sant'Antonio vi è un mulino coevo al castello. Oltre ai castelli vi erano tre torri fuori le mura, da questo probabilmente deriverebbe lo stemma della cittadina:
- Torre di avvistamento Pugisano o Marescalco, di forma cilindrica, venne ristrutturata dopo il terremoto del 1832, ma di origine medievale, sorge sulla collina di Filippa in un terreno di proprietà dell'abbazia di Sant'Angelo de Frigillo che venne donato in affitto, in cambio di alcuni servigi, al notaio Pugisano o Pullisano, il quale vi piantò una vigna nel secolo XIV.
- La "Turra", era una torre di avvistamento fuori le mura, documentata fino al secolo XVIII, sorgeva nella località omonima.
- Torre di don Gennaro, era ubicata sul lato sinistro della porta del castello dell'Annunziata, non più visibile.[33]

## Società

### Evoluzione demografica
Abitanti censiti

## Cultura

### Musei
Istituito dal Comune di Mesoraca, il Museo civico padre Reginaldo Tonin è ubicato nella frazione di Filippa. In uno spazio comunale disposto su tre sale, sono esposti argomenti legati alla storia locale, alla cultura contadina e alla storia naturale silana, ha come filo logico l'uomo e l'ambiente. Viene gestito dall'Associazione Culturale La Maruca.

### Eventi
Festa di San Nicola 6 dicembre
San Nicola di Bari, Santo patrono di Mesoraca che viene festeggiato il 6 dicembre.

#### Festa dell'8 marzo
In ricordo della protezione del Santissimo Ecce Homo, nel terremoto del 1832 a Mesoraca.

#### Festa del 21 marzo
Ricorda il terremoto del 1783 che sconvolse quasi tutta la Calabria.

#### Processione del Venerdì Santo
L'evento più importante e toccante dell'anno è senz'altro la processione del Venerdì Santo. Viene curata dalla Confraternita dell'Immacolata da oltre un secolo, ma venne istituita durante la dominazione spagnola probabilmente nel secolo XVII.

#### A fera e maju
Tradizionale e pittoresca fiera che si svolge l'ultima settimana di maggio (sabato, domenica e lunedì). I primi due giorni la manifestazione si svolge nella frazione Filippa, lungo la strada che porta al Santuario del Santissimo Ecce Homo, per poi spostarsi al lunedì a Mesoraca. L'evento nasce come pellegrinaggio di devozione verso il Santuario dove i devoti si recavano per ringraziare il Salvatore dello scampato pericolo durante il terribile terremoto del 1783.

#### Festa del 25 luglio
In ringraziamento al Santissimo Ecce Homo per segnalare grazie concesse a Mesoraca e ai paesi vicini nel 1721: particolarmente per la cessazione di troppe piogge che distruggevano i raccolti.

#### Veranne in festa
L’appuntamento, fissato per il secondo weekend del mese di agosto, prevede un vero e proprio percorso eno-gastronomico e artistico, nel pieno della tradizione mesorachese.

#### Festa di San Michele Arcangelo
Il 29 settembre nella frazione di Filippa viene celebrata, con una processione, la festa di San Michele. L'evento è organizzato dalla Confraternita di San Michele.

#### Festa settennale
Ogni sette anni la statua del Santissimo Ecce Homo viene portata in processione a Mesoraca, dove rimane circa otto giorni. Si svolgono speciali funzioni religiose e predicazioni. Non mancano alcuni spettacoli.

## Economia
L'economia del paese è basata prevalentemente sull'agricoltura. Particolarmente sviluppata è la produzione di olio di oliva di castagne e grano. Mesoraca, come del resto tutti i paesi limitrofi, vanta una vasta produzione di prodotti tipici, tra cui la soppressata, le salsicce, il formaggio pecorino, la provola, il vino, ed il pane fatto ancora negli antichi forni a "frasche", ovvero, forni a legna. Negli ultimi anni si è sviluppata, grazie a piccole aziende, la produzione e trasformazione su larga scala, di miele . Molto vitale è il commercio del legname. L'attività più florida è l'ebanisteria, praticata da artigiani che producono mobili su misura, complementi di arredo e infissi. Alcuni di essi hanno realizzato vari lavori lignei nelle chiese locali, tra cui: il tamburo d'ingresso in noce tanganica, i banchi genuflessori, gli amboni del presbiterio del santuario del Santissimo Ecce Homo. Sono presenti anche artigiani del ferro battuto e laboratori dove si lavora l'alluminio. Anche se di nicchia, ma molto apprezzato da musicisti e antropologi, è il lavoro dello zampognaro (costruttore di Zampogna). Esistono ancora a Mesoraca diversi maestri artigiani che realizzano l'antico strumento.

## Infrastrutture e trasporti

### Strade
Il comune è interessato dalle seguenti direttrici stradali:
- della Piccola Sila

### Ferrovie
- Stazione di Botricello (Km 28)
- Stazione di Crotone (Km 44)
- Stazione di Catanzaro Lido (Km 50)
- Stazione di Lamezia Terme Centrale (Km 88)

### Aeroporti
- Aeroporto di Lamezia Terme (Km 90)
- Aeroporto di Crotone "Sant'Anna" (Km 40)

## Amministrazione
| Periodo          | Periodo          | Primo cittadino   | Partito                             | Carica                    | Note |
| ---------------- | ---------------- | ----------------- | ----------------------------------- | ------------------------- | ---- |
| 20 novembre 1994 | 29 novembre 1998 | Salvatore Lonetto | Partito Democratico della Sinistra  | sindaco                   |      |
| 29 novembre 1998 | 26 maggio 2003   | Armando Foresta   | lista civica                        | sindaco                   |      |
| 26 maggio 2003   | 30 aprile 2008   | Salvatore Lonetto | lista civica                        | sindaco                   |      |
| 30 aprile 2008   | 7 giugno 2009    | Fabrizio Gallo    |                                     | commissario straordinario |      |
| 7 giugno 2009    | 25 maggio 2014   | Armando Foresta   | lista civica                        | sindaco                   |      |
| 25 maggio 2014   | 26 maggio 2019   | Armando Foresta   | lista civica Mesoraca nel cuore Due | sindaco                   |      |
| 26 maggio 2019   | in carica        | Annibale Parise   | lista civica Insieme si può         | sindaco                   |      |

### Gemellaggi
- Lavena Ponte Tresa

## Sport

### Calcio
In città sono presenti tre squadre di calcio: la società "Amatori Calcio Mesoraca '95", la "Le Tre Torri Mesoraca" e la "ASD Mesoraca Calcio", nata nel luglio 2018 e dalla stagione 2023/24, militante nel campionato di Promozione .